# Fear My Thoughts
Fear My Thoughts  est un groupe de death metal mélodique et metalcore allemand, originaire de Rheinfelden, Bade-Wurtemberg. Le 25 novembre 2009, Fear My Thoughts annonce sur son site web sa dissolution en 2010. Il donne un concert d'adieu le 25 février 2010 à Lörrach.

## Biographie
Fear My Thoughts est formé en 1998. Le premier EP, Sapere Aude publié en 2000, tient à la fois de l'expérimental et du hardcore old school. Ses chemins se retrouvent dans son premier album 23 qui paraît l'année suivante sur Let It Burn Records. De même, Vitriol, le second album en 2002, laisse paraître les influences de Converge et de Cave In. L'album The Great Collapse est publié en 2004 sur Lifeforce Records. Il se caractérise par un son différent des précédents albums. Il combine le hardcore et le death metal d'une part et des morceaux qui tiennent à la fois d'Iron Maiden ou de Radiohead.
Hell Sweet Hell en 2005 fait paraître Fear My Thoughts bien hardcore et même death metal mélodique, dans le veine de Soilwork, At the Gates ou Arch Enemy. En 2006, le groupe signe avec Century Media Records. En 2007, sort l'album Vulcanus sur Century Media Records, et distribué par EMI Group,. Fear My Thoughts donne 150 concerts dans toute l'Europe, et joue avec des groupes comme Caliban, Exodus, Hypocrisy, The Haunted, dans de grands festivals metal avec Wintersun et Naglfar.
En janvier 2008, le groupe annonce son entrée en studio pour un nouvel album. En mars 2008, il affine ce nouvel album, et révèle le titre de l'album (Isolation) et la date de sortie prévue le 18 juillet en Allemagne, et le 21 juillet en Europe sur Century Media Records. En juillet 2008, il publie l'album Isolation, avec des riffs progressifs et des chants variés du nouvel interprète Martin Fischer.
Le 25 novembre 2009, Fear My Thoughts annonce sur son site web sa dissolution en 2010. Il donne un concert d'adieu le 25 février 2010 à Lörrach. Martin Fischer arrive en 2012 dans le groupe Long Distance Calling.

## Membres

### Derniers membres
- Markus Ruf - guitare
- Patrick Hagman - guitare
- Bartosz Wojciechowski - basse
- Norman Lonhard - batterie
- Martin Fischer - chant (2007-2010)

### Anciens membres
- Marco Allenstein - guitare
- Lisa Graf - violon
- Alexander Kovats - batterie
- Mathias Benedikt von Ockl - chant (1998–2007)

## Discographie

### Albums studio
- 2001 : 23
- 2002 : Vitriol
- 2004 : The Great Collapse
- 2005 : Hell Sweet Hell
- 2006 : Smell Sweet Smell (réédition de Vitriol et 23)
- 2007 : Vulcanus
- 2008 : Isolation

### Démos et EPs
- 1998 : My Mind (Demo-MC, We Bite Records)
- 2000 : My Strength My Weakness  (Demo-MC, Capeet Records)
- 2000 : Sapere Aude (EP, Dioxin City Productions)
- 2003 : This Machine Runs on Fear (split avec Fear is the Path to the Dark Side, Scorched Earth Policy Records)